# Disca arborita
Disca arborita là một loài bướm đêm thuộc họ Erebidae. Nó được tìm thấy ở Sumatra.
Sải cánh dài 11–12 mm. Cánh trước khá rộng. Cánh sau nâu hơi xám phía dưới nâu đồng nhất.